# Yunet International
 je Managed Service Provider koji uspešno posluje na tržištu Srbije više od 20 godina.
Tokom 2017 godine Telekom Srbije kupio ukupno 81.2% akcije za 486.6 miliona dinara: 62,2% od Agencije za osiguranje depozita (kontrolni paket akcija pripadao je Astra banci u stečaju) za 375,6 miliona dinara i oko 19% akcija od nekoliko fizičkih lica za 111 miliona dinara .

## Istorijat
je 1994. postao prvo komercijalno Internet uslužno preduzeće u Srbiji dobijanjem franšize od firme EUnet International CS Amsterdam, tada najvećeg Internet servisnog provajdera u Evropi, čiji brend za servise internet povezivanja koristi u komunikaciji sa tržištem. Obrazovanje kadra i praćenje najnovijih trendova, od početka rada kompanije je bio prioritet.

## Usluge
Strateška partnerstva s vodećim svetskim kompanijama, dodatno su pomogla da Yunet International d.o.o. iz godine u godinu razvija nove servise i beleži stalan rast broja korisnika. Kompanija je od samog početka svoju pažnju usmerila na kvalitet i sadržajnost svojih servisa i neprestanu brigu o korisnicima.
Majkrosoftova poslovna rešenja, cloud poslovni program, asimetrični internet xDSL ( i ), simetrični internet (optika),  rešenja,  usluge, internet zaštita, multimedija,  i , telehousing su usluge koje Yunet International d.o.o. pruža. Najnovija usluga u Yunet portfoliu je IoT (Internet of Things). Jaka korporativna kampanja, doprinela je da kompanija postane lako prepoznatljiv brend.

## Spoljašnje veze
- - zvanična Internet prezentacija (језик: српски)(језик: енглески)